# Efferia splendens
Efferia splendens är en tvåvingeart som först beskrevs av Samuel Wendell Williston  1901.  Efferia splendens ingår i släktet Efferia och familjen rovflugor. Inga underarter finns listade i Catalogue of Life.